# Hermann von Gaisberg-Helfenberg
Hermann Karl Ludwig Wilhelm Rudolf Freiherr von Gaisberg-Helfenberg (* 29. Oktober 1860 in Steinheim am Albuch; † 7. Juni 1924 in Tübingen) war ein deutscher Forstbeamter und Politiker.

## Familie
Hermann von Gaisberg-Helfenberg war ein Sohn des württembergischen Oberförsters Karl Ludwig Friedrich Hermann Freiherr von Gaisberg-Helfenberg (1822–1887) und dessen Frau Leopoldine Eichrodt (1833–1893). Er heiratete 1893 Irma Luise Karoline Sophie Freiin von Hauch (1873–1932), eine Tochter des Rittergutsbesitzers Melchior Franz Karl Freiherr von Hauch und seiner Frau Anna, geb. Freiin von Gemmingen-Guttenberg. Aus der Ehe ging die Tochter Elisabeth (* 1895) hervor. Sein Bruder war der Hofkammerrat Ulrich von Gaisberg-Helfenberg.

## Leben
Nach dem Abitur am Gymnasium in Heilbronn (1876) studierte Gaisberg-Helfenberg Forstwissenschaften an den Universitäten Tübingen und München und wurde dort Mitglied der Corps Suevia und Franconia. Zugleich leistete er 1878/79 seinen Dienst als Einjährig-Freiwilliger beim Königlich Württembergischen 4. Infanterie-Regiment in Ludwigsburg. 1883 legte er in Tübingen die mathematisch-naturwissenschaftliche Vorprüfung ab, 1884 erste Forstdienstprüfung. Seine Zeit als Forstreferendar verbrachte er in Neuenbürg. Nach der zweiten Forstdienstprüfung wurde er im Sommer 1885 Revieramtsassistentenverweser und Anfang 1886 Revieramtsassistent in Calmbach. 1892 wurde er als Forstamtsassistent nach Bebenhausen versetzt, 1896 Oberförster in Schwann, 1902 in Neuenbürg, ab 1912 mit dem Titel eines Forstmeisters. Als Hauptmann der Landwehr wurde Gaisberg-Helfenberg im Ersten Weltkrieg zum Militärdienst eingezogen, den er bis Kriegsende an der Westfront verbrachte. Anschließend kehrte er in seine Stellung nach Neuenbürg zurück. 1924 trat er in den Ruhestand.
Hermann von Gaisberg-Helfenberg war seit 1889 Königlich Württembergischer Kammerjunker, seit 1896 Kammerherr. 1898 wurde er Ehrenritter des Johanniterordens und Oberjägermeister König Wilhelms II. von Württemberg.

## Politik
1906 folgte Hermann von Gaisberg-Helfenberg seinem Bruder als ritterschaftlicher Abgeordneter in der württembergische Kammer der Abgeordneten nach.

## Auszeichnungen
- Eisernes Kreuz II. Klasse (1915) und I. Klasse (1917)
- Württembergischer Militärverdienstorden
- Ritterkreuz I.Klasse des Königlich Württembergischen Friedrichs-Ordens mit Schwertern
- Kommandeurkreuz II. Klasse des Anhaltischen Hausordens Albrecht des Bären
- Ehrenkreuz II. Klasse des Schaumburg-Lippischen Hausordens
- 1898 – Ehrenritter des Johanniterordens.